# Wilbert Harrison
Wilbert Harrison (* 5. Januar 1929 in Charlotte, North Carolina; † 26. Oktober 1994 in Spencer, North Carolina) war ein US-amerikanischer Musiker und Sänger.

## Karriere
Seine erste Single war This Woman Of Mine / The Letter (Rockin' #526) aus dem Jahr 1953, die A-Seite verwandte dieselbe Melodie wie der von Jerry Leiber und Mike Stoller komponierte Titel K.C. Lovin‘ aus dem Jahr 1952. Es folgte im Jahr danach Nobody Knows My Troubles / Gin And Coconut Milk (Deluxe #6031), bevor er ab 20. August 1954 beim Plattenlabel Savoy Records aufnahm. In dieser ersten Session entstanden Don't Drop It / The Ways Of A Woman (Savoy #1138), und weitere acht Singles folgten bei Savoy bis Anfang 1959 unter Produzent Fred Mendelsohn. Auch die hochqualitative instrumentale Begleitung durch Mickey Baker und Kenny Burrell (Gitarre) und Buddy Lucas (Saxophon) half nicht, Harrisons Platten in die Hitparaden zu transportieren. Er fragte Anfang 1959 den Labelinhaber Herman Lubinsky, ob er Kansas City aufnehmen dürfe. Dieser sandte ihn zu Bobby Robinson, dem Inhaber des kleinen Labels Fury Records.

## Millionenseller

Wilbert Harrison - Kansas City

Bobby Robinson produzierte mit Harrison das im Rockabilly-Stil arrangierte Kansas City / Listen, My Darling (Fury #1023), aufgenommen in den New Yorker Bell Sound Studios für lediglich $ 40 Studiokosten. Kansas City war die Coverversion des 1952 vom erfolgreichsten Autorenteam des Rock & Roll, Leiber/Stoller verfassten und von Little Willie Littlefield erstmals interpretierten 12-taktigen Blues.
Die Aufnahmesession mit Harrison fand am 25. Februar 1959 statt, begleitet wurde er vom Gitarristen „Wild“ Jimmy Spruill mit einem stacheldraht-scharfen Gitarrensolo und King Curtis (Tenorsaxophon), Harrison spielte Piano. In weniger als einer halben Stunde entstand der Song gegen Ende der Aufnahmesession. Nach der Veröffentlichung am 23. März 1959 gelangte der Titel am 13. April 1959 in die Pophitparade, wo er ab 18. Mai 1959 für zwei Wochen Rang eins, gar sieben Wochen in den Rhythm-&-Blues-Charts, belegte. Er konnte sich gegen vier zeitgleich erschienene Versionen von Hank Ballard & The Midnighters, einer Wiederveröffentlichung von Littlefields Original, Rocky Olson und Ronald & The Rebels durchsetzen. Bis Ende 1959 wurden von Harrisons Version über drei Millionen Exemplare verkauft.

Wilbert Harrison - Let's Work Together

Nachdem sich Harrisons Fassung so erfolgreich vermarkten ließ, wurde er von Savoy Records auf $ 1 Million Schadensersatz wegen Vertragsbruchs verklagt, weil Harrison noch einen gültigen Plattenvertrag mit Savoy Records hätte. Das Gericht entschied, dass Fury Records keine Platten von Harrison bis zur Beilegung des Rechtsstreits im Jahr 1961 veröffentlichen durfte. Deshalb gab es bei Fury Records keine echte Nachfolgesingle, als Ersatz bot das kleine Label Glades eine Single an, die jedoch erfolglos blieb. Lubinsky verlor den Prozess, doch Harrison hatte endgültig den Anschluss verloren.
Nach vielen Plattenlabels landete er 1969 bei Sue Records, wo seine Eigenkomposition Let’s Work Together im Dezember 1969 veröffentlicht wurde und Rang 20 der Popcharts erreichte. Es handelte sich um ein Remake der 1962 bei Fury erschienenen Aufnahme Let’s Stick Together. Den großen Hit konnte hiermit jedoch die Blues-Rock-Gruppe Canned Heat feiern, als sie zwei Monate später bis auf Rang zwei der britischen Charts vordrang. Bryan Ferry transportierte im Juni 1976 seine Version auf Rang vier der britischen Charts – wieder unter dem ursprünglichen Titel Let’s Stick Together.

## Tod
Wilbert Harrison starb mit 65 Jahren an einem Schlaganfall.

## Diskografie (Auswahl)
Singles
In Klammern Aufnahmedatum:
- 1953: This Woman of Mine / The Letter (Rockin’ #526)

Savoy Records
- 1955: Women and Whiskey / Da Dee Ya Da (Wilbert Harrison & The Roamers), (#1149)
- 1955: Florida Special / Darling, Listen to This Song (#1164) (20. Juni 1955)
- 1956: Confessin’ My Dream / The Way I Feel (#1198) (9. Juli 1956)
- 1957: My Love Is True / I Know My Baby Loves Me (#1517) (4. Juni 1957)
- 1958: Baby Don’t You Know / My Love for You Lingers On (#1531) (4. Juni 1957)
- 1959: Don’t Drop It / Baby Don’t You Know (#1571) (4. Juni 1957)

Fury Records
- 1959: Kansas City / Listen, My Darling (#1023) (23. Februar 1959)

Glades Records
- 1959: Gonna Tell You a Story / Letter Edged in Black (#603)

Fury Records
- 1959: Cheating Baby / Don't Wreck My Life (#1027)
- 1960: Goodbye Kansas City / 1960 (#1028)
- 1960: C. C. Rider / Why Did You Leave (#1031)
- 1960: Since I Fell for You / Little School Girl (#1037)
- 1961: The Horse / Da-De-Ya-Da (Anything for You) (#1041)
- 1961: Happy in Love / Calypso Dance (#1047)
- 1961: Drafted / My Heart Is Yours (#1055)
- 1962: Let’s Stick Together / Kansas City Twist (#1059)
- 1962: Let’s Stick Together / My Heart Is Yours (#1063)

Wilbert Harrison and his Kansas City Playboys
- 1962: Off to School Again / Broke (Doc #1001/2)

Wilbert Harrison
- 1963: Near to You / Say It Again (Sea Horn #502)
- 1964: New York World’s Fair / Mama, Mama, Mama (Constellation #122)
- 1965: Baby Move On / You’re Still My Baby (Port #3003)
- 1965: Don’t Take It so Hard / Sugar Lump (Port #3009)
- 1966: Please Forgive Me / Poison Ivy (Vest #8006)
- 1966: Clementine / Sentimental Journey (Dee-Su #301)
- 1967: No One’s Love but Yours / Mini-Parade (Roulette #4752)
- 1967: Lawdy Miss Clawdy / The Whatchamacalla (Roulette #4782)
- 1969: Shoot You Full of Love / Louie, Louie (Juggernaut #405)
- 1969: Let’s Work Together (Part 1) / Let’s Work Together (Part 2) (Sue #11)
- 1970: C. C. Rider / Since I Fell for You (Bell #869)
- 1970: My Heart Is Yours / Pretty Little Woman (Wet Soul #4)
- 1970: My Heart Is Yours / Pretty Little Women (SSS International #830)
- 1972: Get It While You Can / Amen (Hot Line #101)
- 1973: Kansas City / Listen My Darling (Eric #161)